# ريدوندا
ريدوندا (بالإنجليزية: Redonda)، هي جزيرة بركانية تتبع لأنتيغوا وباربودا. تقع ضمن جزر الأنتيل الصغرى في البحر الكاريبي.

## التاريخ
اكتشفها كريستوفر كولومبوس في نوفمبر 1493 في رحلته الثانية، لكنه لم يهبط عليها لوعورة تضاريسها، ولم يطأها أحد حتى سنة 1687.
منذ تكونها، كانت ريدوندا ملاذ للطيور البحرية، وعليه، تراكمت على سواحلها كميات هائلة من الفضلات الغنية بالفوسفات والنيتروجين على امتداد عدة قرون. وعلى الرغم من صعوبة الوصول إليها، قام فلاحو جزيرة مونتسيرات المجاورة باستغلال ذرق الطيور منذ عام 1860. وخلال السنوات الآتية، صارت الجزيرة تنتج ما بين 3000 و7000 طن من الفوسفات سنويا.
عام 1865، قام ماثيو دودي شيل بشراء الجزيرة، وعليها، أسس مملكة ريدوندا، وهي دولة مجهرية قديمة. لم يستمر نفوذه على الدولة لوقت طويل بسبب عزلتها الجغرافية وغياب أخبارها عن المؤسس، إذ ضمت حكومة المملكة المتحدة بقيادة وليام غلادستون الجزيرة إلى مستعمرة أنتيغوا في عام 1872 من أجل الإطاحة بتطلعات الولايات المتحدة الراغبة في استغلال الفوسفات.
ومع اندلاع الحرب العالمية الأولى، توقفت عمليات التعدين في الجزيرة، وعادت لتصبح مهجورة مرة أخرى.
وفي عام 1967، أصبحت ريدوندا تابعة رسميا لأرخبيل أنتيغوا وبربودا، والتي أصبحت دولة مستقلة لاحقا في 1 نوفمبر 1981 وهي عضو في الكومنولث وتابعة للتاج البريطاني.

## مملكة ريدوندا
عام 1880، طلب مالك ريدوندا منح ابنه، الكاتب ماثيو فيبس شيل لقب ملك. تم قبول الطلب شريطة أن تكون المملكة اسمية وأن لا تتعارض بأي حال من الأحوال مع مصالح المملكة المتحدة. ومن أجل تفادي المطالبات لاحقا بإعادة تسمية الملوك أو المستحقات المالية للورثة، قامت الحكومة بإخطار الملك شيل، رسميا، أنه الملك الأول والأخير للجزيرة، ولا حق لورثته في اللقب. لكن، تم تجاهل الإخطار وتواصلت سلسلة ملوك الدولة في التعاقب.

## الجغرافيا

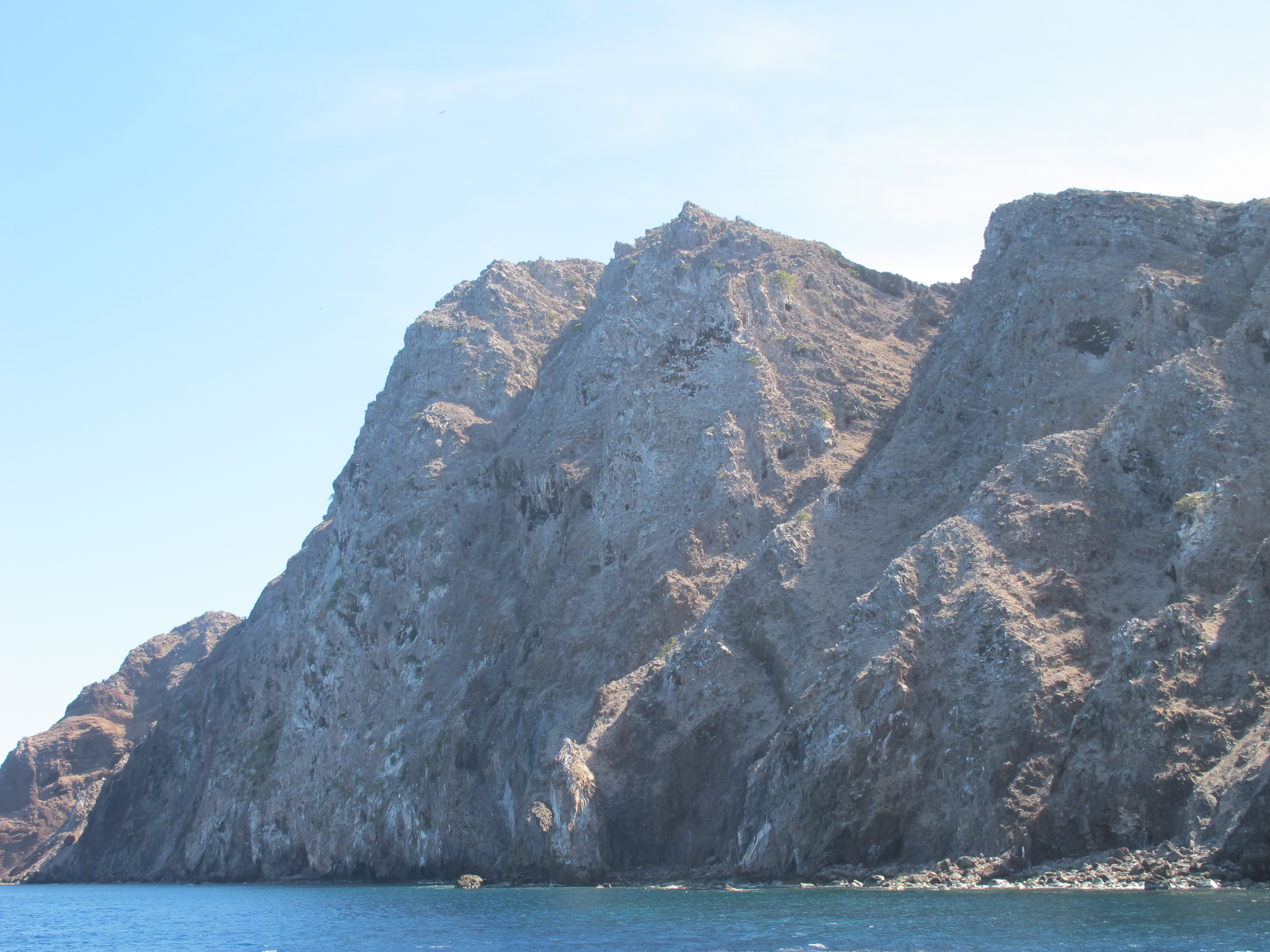
صورة لجزيرة ريدوندا من الجهة الغربية.

تقع الجزيرة على بعد 56 كم إلى الجنوب الغربي لأنتيغوا وإلى 22,5 كم من الشمال الغربي لمونتسرات وإلى 32 كم من الجنوب الشرقي لنيفيس.

## النشاطات العلمية
يزور علماء من مرصد مونتسيرات البركاني الجزيرة بانتظام بطائرة مروحية، حيث تستخدم الجزيرة كقاعدة مراقبة لعلماء البراكين، وتعتبر مفيدة لرصد تشوهات بركان سوفرير في مونتسيرات.